# Krzyżańcowice
Krzyżańcowice is een plaats in het Poolse district  Oleski, woiwodschap Opole. De plaats maakt deel uit van de gemeente Gorzów Śląski en telt 220 inwoners.